# 梅根·李維 (電影)
《梅根·李維》（英語：Megan Leavey）是一部2017年美國傳記劇情片，由蓋芙列拉·考柏史維特執導，帕梅拉·格雷、安妮·瑪莫羅和提姆·洛夫塞特共同撰寫劇本。其劇情描述年輕的美國海軍陸戰隊女兵梅根·李維與軍犬雷克斯所發生的真實事件。由凱特·瑪拉主演梅根·李維，其他演員包括艾迪·法柯、凡夫俗子、雷蒙·羅德里奎茲和湯姆·費爾頓。
該片在美國由Bleecker Street所發行，2017年6月9日上映。《梅根·李維》上映後獲得了普遍好評，票房收入達1450萬美元。

## 劇情
故事敘述前美國海軍陸戰隊下士梅根·李維現擔任著K9炸彈嗅探部隊的工作，她的搭檔是一隻名為雷克斯（E168）的軍犬。這對搭檔也曾部署在伊拉克兩次。她們於2005年結束在費盧傑的部署後，於2006年又被配至拉馬迪；在那裡她們皆遭簡易爆炸裝置傷害，而雷克斯所受得傷最重。後來，李維相繼獲授紫心勳章、海軍陸戰隊功績勳章和「V」勳章，以表揚她的英雄成就。儘管李維獲得了認同，但雷克斯卻於2012年時患有顏面神經麻痺，使牠被迫中止了其炸彈任務。感到不捨的李維透過參議員查克·舒默於2012年4月的介入下，李維成功爭取到收養雷克斯的資格。最後，雷克斯於2012年12月22日過世。

## 演員

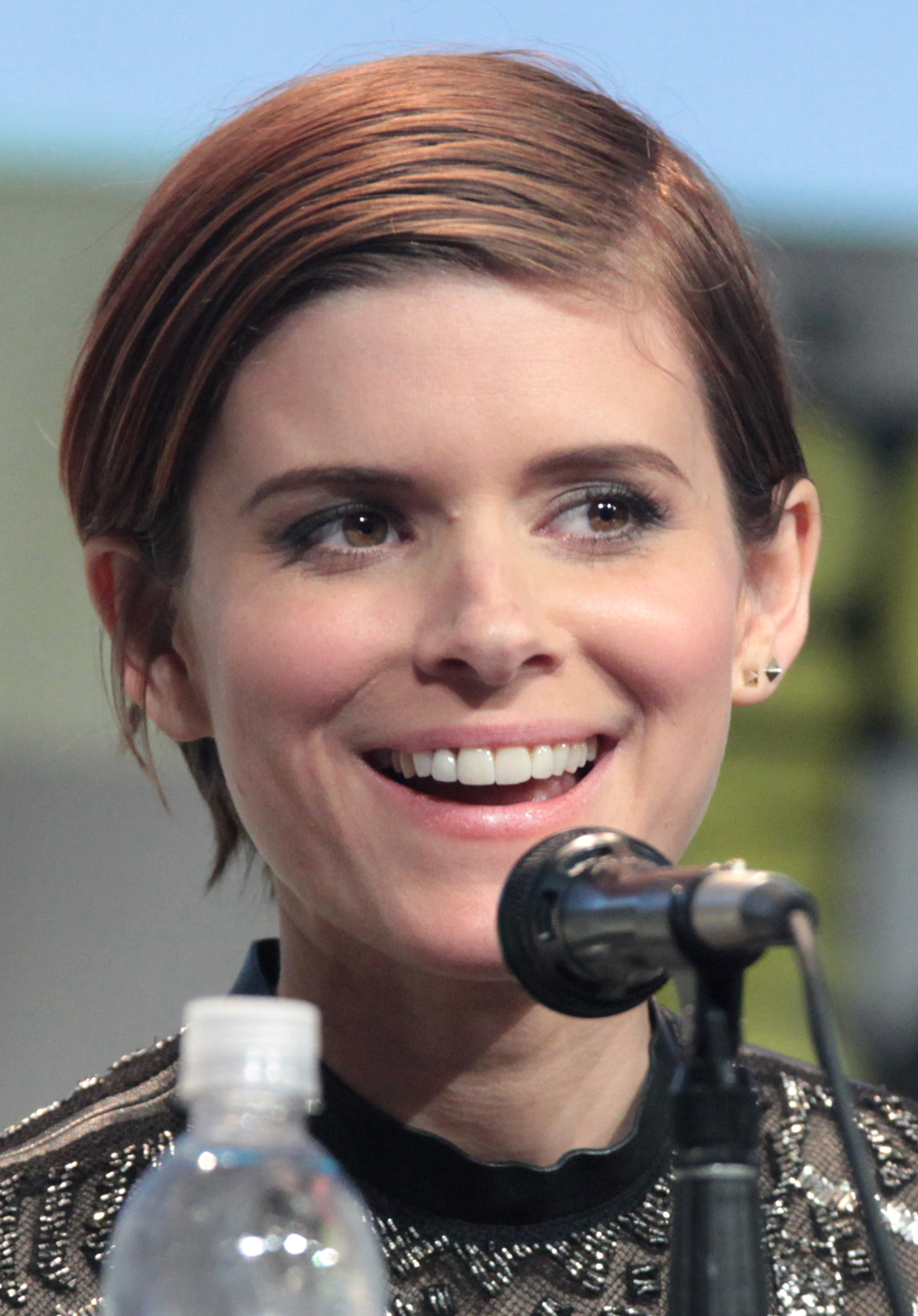
凱特·瑪拉為梅根·李維的飾演者

- 凱特·瑪拉飾演梅根·李維下士（英语：Megan Leavey）：前美國海軍陸戰隊隊員，後成為了K9炸彈嗅探部隊的訓犬員[5]。
- 艾迪·法柯飾演賈姬·李維：梅根的母親[6]。
- 凡夫俗子飾演槍炮軍士梅西[7]
- 雷蒙·羅德里奎茲（英语：Ramón Rodríguez (actor)）飾演麥特·摩拉里斯下士[8]
- 湯姆·費爾頓飾演安德魯·狄恩：資深的訓犬員[9]。
- 達姆森·伊卓瑞斯（英语：Damson Idris）飾演麥可·福爾曼[10]
- 強納森·霍華（英语：Jonathan Howard (actor)）飾演皮特·華特斯
- 夏儂·塔伯特（英语：Shannon Tarbet）飾演芭布[10]
- 布萊德利·惠特福德飾演鮑勃[10]
- 艾力克斯·哈夫納（英语：Alex Hafner）飾演桑德斯中士
- 威爾·派頓（英语：Will Patton）飾演吉姆[10]
- 派克·索耶（英语：Parker Sawyers） 飾 演員[10]
- 柯瑞·維佛飾演調酒師[10]
- 潔拉汀·詹姆斯（英语：Geraldine James）飾演獸醫
- 山姆·基利（英语：Sam Keeley）飾演山姆[10]
- 柯瑞·強森（英语：Corey Johnson (actor)）飾演軍士長

## 製作
2015年8月7日，宣布蓋芙列拉·考柏史維特將執導一部以梅根·李維和軍犬雷克斯故事的改編電影，而女主角梅根則由凱特·瑪拉飾演。其劇本由帕梅拉·格雷、安妮·瑪莫羅和提姆·洛夫塞特共同撰寫；該片由LD娛樂製作。
電影2015年10月12日在南卡羅來納州查爾斯頓展開主要攝影。

## 發行
發行商Bleecker Street於2017年1月獲得了《梅根·李維》在美國的發行權，將電影排定2017年6月9日上映。

### 評價
《梅根·李維》所獲得的評價以正面居多。爛番茄根據86條評論，該片持有84%的新鮮度，平均得分為6.8／10；該網站共識：「《梅根·李維》以一種敏銳、令人振奮的劇情來表現其現實中的主題，且以誠實的情感彌補了其平鋪直敘的故事。」該片在Metacritic根據25名影評人而獲得了66分，這代表著「普遍正面的評價」。據CinemaScore調查，觀眾在A+至F間的評價落在「A」。
《Influx Magazine》的史提夫·普拉斯基將該片評為「B」的正面評價，他稱讚了凱特·瑪拉的演出和電影的節奏，並表示「我很欣賞《梅根·李維》的是，在以催人流淚的先決條件下它拒絕放棄的獨特偉業。」

### 票房
在美國，《梅根·李維》與《它在黑夜到訪》、《神鬼傳奇》於同週上映並競爭，《梅根·李維》預估能於首週末從1956間戲院獲得300萬美元。美國首週末其票房收入為380萬美元，位居當週票房第八名。最終票房總計為1450萬美元。

## 榮譽
| 獎項和提名   | 獎項和提名     | 獎項和提名     | 獎項和提名 | 獎項和提名 | 獎項和提名 |
| 獎項         | 類別           | 提名人或得獎人 | 結果       | 參考       |            |
| ------------ | -------------- | -------------- | ---------- | ---------- | ---------- |
| 哈特蘭德影展 | 真實感動影片獎 | 《梅根·李維》  | 獲獎       | [ 20 ]     |            |

## 外部連結
- 互联网电影数据库（IMDb）上《梅根·李維》的资料（英文）
- Box Office Mojo上《梅根·李維》的資料（英文）
- 爛番茄上《梅根·李維》的資料（英文）
- Metacritic上《梅根·李維》的資料（英文）
- 豆瓣电影上《梅根·李維》的資料 （简体中文）